# 帰ってきた特命戦隊ゴーバスターズVS動物戦隊ゴーバスターズ
『帰ってきた特命戦隊ゴーバスターズVS動物戦隊ゴーバスターズ』は、2013年6月21日にリリースされた東映制作のオリジナルビデオ作品である。

## 概要
スーパー戦隊Vシネマ「帰ってきたシリーズ」の第3作目。2012年放送の『特命戦隊ゴーバスターズ』の特別編に相当し、『特命戦隊ゴーバスターズ』のテレビシリーズ本編の第44話と第45話の間にあたる大晦日に起きたエピソードが描かれる。「13年前の転送研究センターで起きたメサイアの暴走事件がもしなかったら」という展開により誕生したパラレルワールドを主な舞台とし、そこで戦う「もう1つのゴーバスターズ」ともいうべきスーパー戦隊、「動物戦隊ゴーバスターズ」が登場する。本編時間は59分。
『ゴーバスターズ』テレビシリーズが「戦隊の革新」をテーマにこれまでのシリーズの「お約束」とも言える要素を排した作品だったのとは対照的に、本作品にて登場するパラレルワールドのスーパー戦隊である「動物戦隊ゴーバスターズ」は、これまでのスーパー戦隊シリーズのオマージュをふんだんに取り入れた「王道の戦隊」として描かれているのが特徴である。脚本を手がけた下山健人は、「ザッツスーパー戦隊」をやりたいという東映プロデューサーの武部直美の意向に基づき、監督の加藤弘之ともども大真面目にふざけたと述べている。『非公認戦隊アキバレンジャー』のメタフィクション設定、ゴーバスターズの次回作『獣電戦隊キョウリュウジャー』の赤、青、黒、緑、桃のチーム構成なども盛り込まれている。
チダ・ニックの声を演じる藤原啓治、ゴリサキ・バナナの声を演じる玄田哲章、ウサダ・レタスの声を演じる鈴木達央が顔出しでも出演しており、特に藤原は自身が演じるニックとの絡みがある。
2020年11月1日、第33回東京国際映画祭にて『特命戦隊ゴーバスターズ THE MOVIE 東京エネタワーを守れ!』、『特命戦隊ゴーバスターズVS動物戦隊ゴーバスターズ』を上映。トークイベントも行われた。

## ストーリー
大晦日の町に突如、謎の敵大魔王アザゼルが出現。アザゼルに立ち向かうゴーバスターズだったが、アザゼルの余りの強さの前にバスターマシンは大破し、ヒロムたちも敗北して全員戦死。ゴーバスターズは全滅してしまう。だが、「新西暦2012年100万人目の死者」となったチダ・ニックは、神様からどんな願いも叶えてもらえる権利を手に入れる。
ニックはその権利を行使して「13年前のメサイア暴走事件が起きていない世界」を願い、神様の手によってその世界は現実のものとなった。ニックは元の世界とのギャップに戸惑いながらも、ヒロムたちが平和に暮らす世界に喜びを抱いていた。しかしそんなとき、現れたのはヴァグラスとは異なる悪の組織キカイ帝国メカリアスと、メカリアスと戦うもう1つのゴーバスターズ、その名も動物戦隊ゴーバスターズであった。

## 登場キャラクター

### 特命戦隊ゴーバスターズ
チダ・ニック
本作品における主人公で、レッドバスター/桜田ヒロムのバディロイド。
特命戦隊の世界にて大魔王アザゼルに敗北し、新西暦2012年の死者100万人目になった記念に神様に願いを1つ叶える権利を手に入れる。そこでニックは「13年前のメサイア暴走事件が起きてない世界に連れて行ってくれ」と願う。その結果、誕生した動物戦隊の世界に99万9,999人目の死者であるJと共にやってくるが、元の世界とのギャップに大いに戸惑う。
その世界で何とかメカリアスを倒すも、その後アザゼルによって特命戦隊の世界と同じく敗北し戦死。しかし、またもや100万人目の死者となったため再び願いを叶える権利を手に入れる。そこで神様に「動物戦隊を特命戦隊の世界に連れて行ってくれ」とお願いし、最後は特命戦隊と動物戦隊の協力技で倒した。
ビート・J・スタッグ / スタッグバスター / シルバースタッグ
ビートバスター/陣マサトのバディロイドであり、特命戦隊5人目の戦士。
特命戦隊の世界において99万9,999人目の死者となり、100万人目の死者であるチダ・ニックの願った動物戦隊の世界に一緒に着いて行った。その後、エネトロン切れを起こしたところを動物戦隊の世界の陣に拾われ、牧場を手伝う作業ロイドとなる。
動物戦隊の世界でもスタッグバスターに変身し、シルバースタッグと名乗って動物戦隊の一員として戦う。その都合上アザゼルとの決戦では自分のみ1人しかいないため、「シルバースタッグ」と「スタッグバスター」の両方を名乗っている。
シルバースタッグのキャッチフレーズは「樹液のドランカー」。
上記以外の登場人物は『特命戦隊ゴーバスターズ』の登場人物の項を参照。

### 動物戦隊ゴーバスターズ
チダ・ニックが神様に、「13年前のメサイア暴走事件が起きてない世界」を願った結果、生まれた並行世界のゴーバスターズ。
表向きはエネルギー管理大学付属城戸農業高等学校だが、その正体はエネルギー管理局の元職員である黒木タケシを中心に、キカイ帝国メカリアスの侵攻を予見して秘密裏に十年前も結成された正義の組織である。
シルバースタッグ以外のメンバーはゴーグルが黒になっている。変身コードは「アニマルチェンジ」。
テレビシリーズの世界と異なり結成当初から陣とJがいるため、最初から5人編成の戦隊となっており、変身後も色で呼びあっている。
トランジー・スターの撃破後に特命戦隊と同じく大魔王アザゼルに敗れて全滅するも、その後特命戦隊との共闘によりアザゼルを倒す。戦闘後は「歴史が変わってニックが死ななかったため、彼らは存在しなかったことになる」として消滅した。
桜田 ヒロム（） / レッドチーター
エネルギー管理大学付属城戸農業高等学校の2年B組教育実習生。担当科目は化学。
明るく正義感あふれる好青年になっている。動物戦隊に任命されてからは、挙動の一つ一つが無駄に大げさになる。ニワトリが平気である代わりにゴキブリが大の苦手。
キャッチフレーズは「大地のハンター」。必殺技はボルカニックダッシュ。
岩崎 リュウジ（） / ブルーゴリラ
エネルギー管理大学付属城戸農業高等学校の2年B組担任で、担当科目は体育。
好きな言葉は「熱血」で、かなりの熱血漢で暑苦しく、いつも竹刀を持ち歩いている。その代わり冷え性のため寒さが苦手で、体中に貼るカイロを付けている。
キャッチフレーズは「林のウォーリアー」。必殺技はゴリラージタフネス。
宇佐見 ヨーコ（） / イエローラビット
エネルギー管理大学付属城戸農業高等学校の2年B組生徒。成績が良く、教育実習生のヒロムが授業中に犯したミスを指摘できるほど。終盤では「狸につままれた気分」と間違えた特命戦隊のヨーコに「狐につままれた気分じゃない?」と教えてあげていた。また特命戦隊のヨーコよりも負けず嫌いのややツンデレ気味で、声も高い。ウイークポイントの充電切れもないが、ダイエット中のためお菓子は控えている。惚れっぽいため、動物戦隊に任命されて戦うようになってからは、ヒロムのことを密かに想うが、途中から参戦したアツシに一目惚れして一時関係がややこしくなったこともある。
キャッチフレーズは「野原のジャンパー」。必殺技はラビットジャンプ。
陣 マサト（） / ゴールドビートル
エネルギー管理大学付属農業城戸高等学校の管理作業員。黒木タケシと同じく、エネルギー管理局の元職員でメカリアスに対抗すべく準備をしていた。特命戦隊の陣とは異なり、アバターではなく陣本人であるため真っ当に歳をとっており、年齢も40歳となっている。そのためか加齢臭が物凄く、数メートル離れていても匂う。
キャッチフレーズは「樹木のリーダー」。必殺技はカブッタクラッシャー。
『スーパー動物大戦』では、ビート共々、同じ動物戦隊を名乗るジュウオウジャーに対して、元祖動物戦隊の意地を見せようと勝負するが、引き分けに終わった途端に特命戦隊のマサトの正体を現す。
ビート・J・スタッグ / シルバースタッグ
上記を参照。
チダ・ニック
上記を参照。
ゴリサキ・バナナ & ウサダ・レタス
動物戦隊の世界では人格を持たず、命令に従って動く作業ロイド（作業用ロボット）であったが、動物戦隊ゴーバスターズが結成された際に、動物ディスクをセットされて人格が与えられたサポートロイドとなった。ディスクによって与えられた人格はそれぞれ特命戦隊の世界のゴリサキやウサダに準じる。
道明寺 アツシ（） / グリーンヒポポタマス
メカリアスとの戦いの最中に現れたエネルギー管理大学大学生で、動物戦隊ゴーバスターズ6人目のアニマル戦士。美声の持ち主で、仲間からの信頼も厚く、義理堅い人物である。仲間からメカリアスとの戦いの中、ヒロムに思いを託して息を引き取った。
キャッチフレーズは「湿地のスイマー」。必殺技はフルカバースクリーム。
桜田 リカ（） / ピンクキャット
ヒロムの姉。何らかの仕事をしていたらしいが、突如として動物戦隊ゴーバスターズ7人目の戦士として、ヒロムの前に現れる。その容姿は特命戦隊の世界にいた怪盗ピンクバスターに酷似している。
人の感情を察するのを得意とし、動物戦隊を手助けすることもある。
黒木 タケシ（） / ブラックピューマ
エネルギー管理大学付属農業高等学校教頭。その正体は動物戦隊ゴーバスターズの司令官であり、10年前にキカイ帝国メカリアスの侵攻を予見した後、エネルギー管理局を出てメカリアスに対抗すべく、動物戦隊ゴーバスターズを組織する。アツシ亡き後、有事の際にはブラックピューマに変身して戦うようになる。いい加減さを漂わせる芝居がかった物言いだが、戦闘時には頼れる先輩戦士に豹変する。
キャッチフレーズは「夜中のウォーカー」。必殺技はクーガリーヒドゥン。
仲村 ミホ、森下 トオル
2人ともヒロムと同じエネルギー管理大学付属農業高等学校の実習生。その正体は動物戦隊ゴーバスターズのオペレーターであり、キカイ帝国メカリアスが活動を開始する以前より、黒木司令官の部下として勤務していた。
仲村のデスクの上には動物の人形がたくさん飾られてある。

### その他
神様
死後の世界にて、ニックの前に現れた神様。新西暦2012年の死者100万人目を迎えたニックの願いを叶える。
特命戦隊の世界にいたエンターにそっくりな容貌だが、エンターとは対照的にハイテンションかつ軽妙なノリが目立つ性格となっている。

## 装備・戦力
動物戦隊ゴーバスターズのほとんどの装備や巨大戦力は、名称や一部の機能が異なるだけで特命戦隊ゴーバスターズと同じものである。以下は、正式名称が存在するもの（括弧内は特命戦隊における名称）や、動物戦隊オリジナルのもののみを列挙する。

### 動物戦隊ゴーバスターズの装備
アニマルバズーカ（ライオブラスター）
特命戦隊のライオブラスターと違い、タテガミライオーの操縦桿としては使用せず、専ら攻撃武器として使用する。またライオブラスターはパワードカスタムに変身したゴーバスターズのメンバーが単独で使用するのに対し、こちらは通常のゴーバスターズが5人でフォーメーションを組んで使用する。必殺技はアニマルオーガニックシューティン。
マイクブラスター
グリーンヒポポタマスの武器。
ゴーバスターボール
動物戦隊オリジナルの連携必殺技。イエローラビットの持つボールをゴールド、シルバー、ブルーとパスを回していき、最後にレッドチーターがバレーボールのアタックの要領でボールを敵にぶつける。
ゴーバスタータワー
レッド・ブルー・シルバーの肩にイエローとゴールドが乗り、敵に銃撃する。
アニマルパーフェクトモード
レッド、ブルー、イエローがサポートロイドのアーマーを装着することで変身できる強化形態。デザインのみならず変身にGBカスタムバイザーも用いないなど、特命戦隊のパワードカスタムとは全く異なるものとなっている。

### 動物戦隊ゴーバスターズの巨大戦力
動物戦隊ゴーバスターズの巨大ロボは特命戦隊のバスターマシンと異なり、搭乗者の動きを読み取って操縦するモーショントレース方式をとっている。
ゴーバスターアニマル（ゴーバスターオー）
レッド、ブルー、イエローの3人が乗り込む巨大ロボ。登場時は合体した状態のまま、基地から発進した。
必殺技はゴーバスターアニマルインパクト。
ゴーバスターアルティメットアニマル（グレートゴーバスター）
レッド、ブルー、イエロー、ゴールド、シルバー、グリーンの6人が乗り込む巨大ロボ。グリーンヒポポタマスが殉職した後も5人で乗り込むが、本来の力を出せず、カッターローダーに苦戦していた。
タテガミライオー
ブラックピューマが乗り込むライオン型メカ。
特命戦隊のタテガミライオーと形状や名称は同じだが、操縦にはアニマルバズーカ（ライオブラスター）を用いず、他のマシン同様にモーショントレース方式で操縦する。ブラックピューマの腰に着けていた野菜や果物を操縦時に使用するが、その効果は不明。
ゴーバスターパーフェクトアニマル（ゴーバスターキング）
ブラックピューマの乗り込むタテガミライオーを中心に合体した巨大ロボ。レッド、ブルー、イエロー、ゴールド、シルバー、ブラックの6人で乗り込む。
必殺技はパーフェクトアニマル斬り。
また、特命戦隊ゴーバスターズも一緒に乗り込んだ際には、タテガミライオー、バスターヘラクレス、ゴーバスターエース、ゴーバスターオー、グレートゴーバスターの分身を生み出し、ゴーバスターパーフェクトアニマルと共に各々の必殺技で一斉攻撃を仕掛ける「ゴーバスターミラクルフラッシュ」という大技を披露した。

### 特命戦隊と動物戦隊の合体技
ボルカニックアニマルアタック
レッドバスター（パワードカスタム）とレッドチーターの合体技。
アニマルオールバスターシューティン
特命戦隊のライオブラスターファイナルバスターモード・イチガンバスタースペシャルバスターモード・モーフィンブラスターブラスターモードと動物戦隊のアニマルバズーカを一斉に発射する。

## 敵キャラクター

### キカイ帝国メカリアス
キカイ女帝トランジー・スター
キカイ帝国メカリアスの女帝。この世の生きとし生けるもの全てを機械仕掛けにして、思い通りに支配することを目論む。動物戦隊との最終決戦において、アニマルバズーカにより倒された。
- デザインは原田吉朗が担当した。モチーフは真空管とトランジスタで、小さなトランジスタが肩に付いているほか、頭の両側の金属板のパーツはトランジスタの中に入っている構造材となっている。フードは呼吸で曇ることが予想されるため、顔の部分がくり抜かれている。

メカローダー
メカリアスのマシン怪人。下記のほか、スチームローダー、ファンローダー、ワタアメローダー、カッターローダーが登場する。

ショベルローダー
メカリアスのマシン怪人で、動物戦隊ゴーバスターズと最初に戦った相手。武器は右腕の油圧式のバケットアーム。ファンローダーやスチームローダーたちと共に人間たちを襲っていたところ、動物戦隊ゴーバスターズと交戦することになる。

メンテローダー
メカリアスのマシン怪人で、倒されたメカリアスの怪人たちをビックリオイルを注入することで、巨大ローダーとして再生巨大化させる役割を担う修理屋。
メカリスト
メカリアスの下級戦闘員。

### その他の敵
大魔王アザゼル
大魔王を自称する謎の存在。ヴァグラスでもメカリアスでもなく、当人はあらゆる歴史、異なる世界に存在し、全ての世界を滅ぼすための使者だが、その正体は最後まで明かされることはなかった。エネルギーを巨大な鎧に充填し、波動によって絶大な苦しみを相手に与える能力を持つ。
特命戦隊の世界の新西暦2012年12月31日に現れたゴーバスターキングやゴーバスターエースを大破させ、ゴーバスターズを全滅させた。動物戦隊の世界でも新西暦2012年12月31日に現れ、ゴーバスターズを全滅させたが、壊滅前の特命戦隊とその世界に現れた動物戦隊の協力によって倒された。
- デザインは森木靖泰が担当した。宇宙の悪魔というコンセプトから、髑髏を中心に人間以外の生物の骨格や角を組み合わせて異世界の生物であることを表現している。悪魔のようなイメージというオーダーで、鎌やドクロなど悪魔をイメージしたディテールで、別の顔を腰の両側に付けている。また、背中の翼のようなパーツは歯を3本爪に付けている。

## スタッフ
- 原作 - 八手三郎
- エグゼクティブプロデューサー - 加藤和夫（東映ビデオ）
- プロデューサー - 佐々木基（テレビ朝日）、武部直美（東映）、中野剛（東映ビデオ）、矢田晃一・深田明宏（東映エージエンシー）
- 脚本 - 下山健人
- 音楽 - 大橋恵
- 撮影 - 大沢信吾
- 計測 - 岩崎智之
- 助監督 - 近藤孔明
- アクション監督 - 福沢博文（レッド・エンタテインメント・デリヴァー）
- 監督 - 加藤弘之
- 制作 - テレビ朝日、東映ビデオ、東映、東映エージエンシー

## キャスト
- 桜田ヒロム / レッドバスター/ レッドチーター - 鈴木勝大
- 岩崎リュウジ / ブルーバスター/ ブルーゴリラ - 馬場良馬
- 宇佐見ヨーコ / イエローバスター/ イエローラビット - 小宮有紗
- 陣マサト / ビートバスター/ ゴールドビートル - 松本寛也
- 仲村ミホ - 西平風香
- 森下トオル - 髙橋直人
- キカイ女帝トランジー・スター - 水崎綾女
- 神様 - 陳内将
- 桜田リカ / ピンクキャット - 吉木りさ
- 桜田ヨウスケ - 山中聡
- 桜田ミチコ - 細越みちこ
- 女子生徒A - 小泉ここ
- 女子生徒B - 伴恵里香
- 黒木タケシ / ブラックピューマ - 榊英雄
- 道明寺アツシ / グリーンヒポポタマス、ウサダ・レタスの声 - 鈴木達央
- バックパッカー、チダ・ニックの声 - 藤原啓治
- 先生、ゴリサキ・バナナの声 - 玄田哲章

### 声の出演
- ビート・J・スタッグ / スタッグバスター / シルバースタッグ - 中村悠一
- アザゼル - 桐本琢也
- ショベルローダー - 高木達也
- 自動ナビ音声 - 瀬乃加奈子
- ナレーション - 宗方脩
- GBカスタムバイザー、ライオブラスター音声 - 水木一郎（ノンクレジット）

### スーツアクター
- 押川善文
- 竹内康博
- 蜂須賀祐一
- 清家利一
- 佐藤太輔
- 浅井宏輔
- 岡元次郎
- 日下秀昭
- 矢部敬三
- 藤井祐伍
- 喜多川2tom
- 渡邊実
- 蜂須賀昭二
- 大藤直樹
- 青木哲也
- 今井靖彦
- 村岡弘之
- 橋本恵子
- 平木ひとみ
- 高橋光
- 藤榮史哉
- 本多剛幸
- 橋口未和
- 佐藤義夫
- 縄田雄哉
- 石井靖見
- 高田将司
- 高橋玲
- 蔦宗正人
- 内川仁朗
- 片伯部浩正
- 松本竜一
- 寺本翔悟
- 徳田忠彦
- つちださゆり
- 松本拓巳
- 松岡千尋
- 金子起也
- 中山甲斐
- 大隈厚志
- 久保翔
- 飯田佑子
- 的場耕二
- 渡邉昌宏
- 斉藤幸治
- 神尾直子
- 田中宏幸
- 五味涼子
- 細川晃弘
- 岡田和也
- 井口尚哉
- 中田裕士
- 伊藤茂騎
- 北村海
- 松村凌太郎
- 及川雄也
- 小田原徹
- 榮男樹
- 藤田洋平
- 関谷健利
- 勝島康貴
- 大河平レオン
- 松本直也
- 岩井潤一
- 加藤勉
- 河合健志
- 谷口洋行
- 高橋知宏
- 五十嵐勝平
- 黒田昌樹
- 白井雅士

## 音楽
主題歌
オープニングテーマ「バスターズ レディーゴー!」
作詞：藤林聖子 / 作曲・編曲：大石憲一郎（Project.R）/ 歌：高橋秀幸（Project.R）
エンディングテーマ「キズナ〜ゴーバスターズ!」
作詞：藤林聖子 / 作曲・編曲：大石憲一郎（Project.R）/ 歌：謎の新ユニットSTA☆MEN
挿入歌「動物戦隊ゴーバスターズ」
作詞：下山健人 / 作曲：Raizo.W / 編曲：中畑丈治 / 歌：山形ユキオ